# Vathek
 (mai 2025).
Vathek est un roman gothique à thème orientaliste de l'écrivain anglais William Beckford, rédigé en langue française écrit  en 1782 et publié fin 1786 avec la date de 1787.
Le conte est la chronique de la chute d’un calife, basé sur la figure historique de Al-Wathiq, qui abjure l’islam pour s’engager, avec sa concubine Nouronihar, dans une suite d’activités licencieuses et déplorables destinées à lui faire acquérir des pouvoirs surnaturels. Au lieu d’accéder à ces pouvoirs, Vathek descend, à la fin du récit, dans l’enfer gouverné par Eblis, roi des démons, où il est condamné à errer sans fin et sans voix. 
Vathek, bien qu'on en ait connu longtemps qu'une version tronquée, a suscité d’innombrables admirateurs, notamment Lord Byron, Edgar Poe, Hawthorne, Flaubert, Lovecraft, Mallarmé, Borges, Paul Morand ou encore certains surréalistes.

## Thème
Le conte prend pour personnage principal, sans respecter aucune vérité historique, le calife Al-Wathiq, neuvième calife abbasside (842-847), fils d'Al Mutassim qui avait transféré la capitale de Bagdad à Samara pour bénéficier de la protection rapprochée de ses mercenaires turcs, détestés de la population arabe. Vathek est la chronique de la chute d’un calife qui abjure l’islam pour s’engager, avec sa concubine Nouronihar, dans une suite d’activités licencieuses et déplorables destinées à lui faire acquérir des pouvoirs surnaturels. Au lieu d’accéder à ces pouvoirs, Vathek descend, à la fin du récit, dans l’enfer gouverné par Eblis, roi des démons, où il est condamné à errer sans fin et sans voix. Vathek ressemble à un conte des Mille et Une Nuits revu par le marquis de Sade, ou, à tout le moins, par le roman noir anglais, de Matthew "Monk" Lewis à Mary Shelley.

## Historique

### Beckford et l'orientalisme
Beckford est un bon connaisseur de la littérature arabe. On lui doit des contes à la manière des Mille et Une Nuits, beaucoup moins noirs que Vathek, même s'ils sont assez éloignés des contes de madame d'Aulnoy, avec, souvent, une fin (plus ou moins) heureuse, comme dans les Mille et Une Nuits. Écrits, eux aussi, entièrement en français, ils sont restés très longtemps inédits ; ils ont été publiés par José Corti en 1992 sous le titre, Suite de contes arabes. D'autres textes attendent encore leur publication.

### Rédaction
Beckford prétend avoir produit cette œuvre de jeunesse emblématique du roman gothique en trois jours et deux nuits d’affilée, fin 1781, après quelques jours d’orgie, sans même avoir pris la peine de se déshabiller et en tombant malade à son achèvement. Cette affirmation romantique est douteuse ; la rédaction aurait pris plutôt plusieurs mois, comme le montrent des lettres de Beckford de la fin 1782. Beckford hésite à publier le texte, le corrige, le rature. Il  accompagne Vathek de récits complémentaires, des « épisodes », racontés dans l'enfer d'Eblis par divers protagonistes attendant la damnation finale. Ces épisodes sont de plus en plus sombres au fur et à mesure du récit et donnent au récit son ampleur véritable, presque cosmique.

### Publication
Beckford envisage de publier Vathek et ses épisodes quand il est pris de court par une ses connaissances : Samuel Henley (en) en fait paraître à Londres une traduction anglaise contre la volonté expresse de Beckford. Ce dernier ignore alors que cette « trahison » est due à Henley, puisqu'elle paraît sans nom d'auteur ni d'éditeur.
Quelques mois plus tard, en décembre 1786, Beckford publie Vathek dans sa langue originelle, le français, chez Isaac Hignou à Lausanne. Il apprend plus tard que l'édition de Londres provient de Henley ; il fait alors préparer par son ami le docteur Verdeil et par l'écrivain français Louis-Sébastien Mercier une version améliorée, éliminant nombre d'anglicismes, qui paraît à Paris, chez Poinçot, fin 1787. Les épisodes, quant à eux, ne sont portés à la connaissance du public qu'en 1912, dans une version bilingue publiée à Londres avec une traduction en anglais.

### Postérité
Vathek, bien qu'on en ait connu longtemps qu'une version tronquée, a suscité d’innombrables admirateurs, notamment Lord Byron, Edgar Poe, Hawthorne, Flaubert, Lovecraft, Mallarmé, Borges, Paul Morand ou encore certains surréalistes.

## Édition en ligne
- Vathek, Lausanne, 1787 (postdatée), sur Gallica
- The History of the Caliph Vathek, London, 1887, éd. anglais sur Project Gutenberg
- Préface à Vathek : réimprimé sur l’original français, Éd. Stéphane Mallarmé, Paris, l’auteur, 1876, sur Gallica

## Édition moderne
- Vathek ePub gratuit. Comprend l'édition originale en français avec la traduction en anglais et en italien, Milano, Liberi Pomi, 2014 -  (ISBN 9788890904226)
- Vathek et ses épisodes, Préface et édition critique - Didier Girard, Paris, J. Corti, 2003  (ISBN 978-2714308078)
- Vathek : conte arabe, Préf. Stéphane Mallarmé, Paris, J. Corti, 1992  (ISBN 9782714300690)

## Adaptation
- Patrick Mallet, bédéiste suisse, adapte le roman avec sa bande dessinée Vathek, Glénat coll Carrément BD, 2006[2],

#### Ouvrages
- Claude Filteau, Le Statut narratif de la transgression : essais sur Hamilton et Beckford, Sherbrooke, Naaman, 1981  (ISBN 9782890401723).
- (it) Giovanna Franci, La Messa in scena del terrore: Il romanzo gotico inglese (Walpole, Beckford, Lewis), Ravenna, Longo, 1982.
- Didier Girard, William Beckford : Terroriste au Palais de la Raison, Paris, José Corti, 1993.
- (en) D. Girard & S. Jung (eds.), Inscribing Dreams: William Beckford as a Writer  Gent – UG Press, 2012.
- (en) Kenneth W. Graham, Vathek and the Escape from Time: Bicentenary Revaluations, New York, AMS, 1990.
- Marcel May, La Jeunesse de William et la genèse de son “Vathek”, Paris, Presses universitaires de France,1928.
- André Parreaux, William Beckford, auteur de Vathek (1760-1844) : étude de la création littéraire, Paris, A. G. Nizet, 1960.

#### Articles
- Carmen Alamoudi, « Un Sourire déchiré : L’Ironie dans le Vathek de Beckford », Eighteenth-Century Fiction, Apr 1996, 8 (3), p. 401-14.
- Carmen Fernandez Alamoudi, « Vathek : le choix d’une écriture cursive et piquante », Eighteenth-Century Fiction, Oct 2002, 15 (1), p. 1-17.
- Pierre Arnaud, « Le Concert champêtre dans The Vicar of Wakefield et le déjeuner sur l’herbe dans Vathek », Le Passé présent : Études sur la culture britannique pré-industrielle : Mélanges en l’honneur d’André Parreaux Paris, Inst. d’Anglais, 1988, p. 41-56.
- Michel Baridon, « La Modernité de Beckford », dans Le Passé présent : Études sur la culture britannique pré-industrielle: Mélanges en l’honneur d’André Parreaux Paris, Inst. d’Anglais ; 1988, p. 19-40.
- Jean Bruneau, « Madame de Genlis, William Beckford et Vathek », Nineteenth-Century French Studies, 1976-1977, 5, p. 34-38.
- Laurent Châtel, « Les Sources des contes orientaux de William Beckford (Vathek et la Suite des contes arabes) », Épistémé (2005) lire en ligne
- Umberto Eco, « Vathek », dans De Superman au Surhomme, trad. par Myriem Bouzaher, Grasset, coll. Le Livre de Poche, 1993, p. 89-92.
- Jean Lacroix, « William Beckford voyageur-voyeur: La Réalité et son 'double' », dans Il senso del nonsenso, Éd. Monique Streiff Moretti, Mireille Revol Cappelletti, Odile Martinez, Naples, Edizioni Scientifiche Italiane, 1994, p. 73-92.
- Colette Le Yaouanc, « Le Thème sexuel dans Vathek », Linguistique, civilisation, littérature, Préf. André Bordeaux, Paris, Didier, 1980 p. 257-264.
- Mireille Magnier, « Vathek hommage à Voltaire ou avatar de Faust ? », Mythes, Croyances et Religions Interdisciplinary, 1986; 4, p. 98-108.
- Francois J. Mouret, « Le Vathek de William Beckford et le 'Voyage d’Urien' d’Andre Gide », Modern Language Review, 1969, 64, p. 774-776.
- Marie-Cécile Revauger, « L’Unique et le multiple dans le Vathek de William Beckford : Folie du mimétisme », Société d’Études Anglo-Américaines des XVIIe et XVIIIe siècles; Folie, folies, folly dans le monde anglo-américain aux XVIIe et XVIIIe siècles, Aix-en-Provence, PU de Provence, 1984, p. 71-80.
- Luc Ruiz, « L’Orient comme territoire intérieur : William Beckford et le conte oriental », Féeries: Études sur le Conte Merveilleux, XVIIe – XIXe siècle, 2004-2005; 2, p. 175-91.